# Raquetes nos Jogos Olímpicos de Verão de 1908
Durante os Jogos de Londres, em 1908, foi realizado um torneio de raquetes (rackets). Apenas competidores do Reino Unido participaram dos dois eventos desse esporte. Foi a única aparição de raquetes na história dos Jogos Olímpicos modernos.

## Eventos
- Simples
- Duplas

## Medalhistas
| Evento           | Ouro                                           | Prata                                       | Bronze                                                            |
| ---------------- | ---------------------------------------------- | ------------------------------------------- | ----------------------------------------------------------------- |
| Simples detalhes | Evan Noel GBR Grã-Bretanha                     | Henry Leaf GBR Grã-Bretanha                 | John Jacob Astor GBR Grã-Bretanha Henry Brougham GBR Grã-Bretanha |
| Duplas detalhes  | John Jacob Astor Vane Pennell GBR Grã-Bretanha | Cecil Browning Edmund Bury GBR Grã-Bretanha | Henry Leaf Evan Noel GBR Grã-Bretanha                             |

## Países participantes
- GBR Grã-Bretanha (7)